# يان مورتيمر
يان مورتيمر هو راكب الكنو كندي، ولد في 13 مارس 1983.